# Mördaren – eller renhetens demoni
Mördaren – eller renhetens demoni är en svensk kortfilm från 1989 i regi av Björn Runge.
Filmen handlar om en man på flykt i en stad och rollerna spelas av Sten Ljunggren och Elisabeth von Gerber. Den producerades av Åsa Oskarsson för Dramatiska Institutet, TV3 AB och Filmteknik AB och fotades av Göran Hallberg. Musiken komponerades av Per Sundström och Sten Sandell och filmen klipptes av Runge. Den premiärvisades den 17 november 1989 på Bio Victor i Stockholm som en del av festivalen Filmens dag.